# Propadien
Propadien (/proʊpəˈdaɪiːn/) hoặc allen (/ˈæliːn/) là hợp chất hữu cơ có công thức hóa học là H2C=C=CH2. Nó là allen đơn giản nhất, tức là một hợp chất có hai liên kết đôi carbon liền kề. Vì là một hợp chất hữu cơ có hai liên kết đôi nên đây là một alkadien. Là một thành phần của khí MAPP, nó đã được sử dụng làm nhiên liệu để hàn chuyên dụng.

## Sản xuất và cân bằng với methylacetylen
Allen tồn tại ở trạng thái cân bằng với methylacetylen (propyn) và hỗn hợp đôi khi được gọi là MAPD đối với methylacetylen-propadien:
H3CC≡CH {\displaystyle {\ce {<<=>}}} H2C=C=CH2
trong đó Keq = 0,22 ở 270 °C hoặc 0,1 ở 5 °C.
MAPD được sản xuất như một sản phẩm phụ, thường là một sản phẩm không mong muốn của quá trình khử hydro của propan để sản xuất propylen, một nguyên liệu quan trọng trong ngành công nghiệp hóa chất. MAPD can thiệp vào phản ứng trùng hợp xúc tác của propylen.